# 309 a.C.

## Eventos
- Lúcio Papírio Cursor é nomeado ditador em Roma pela segunda vez e escolhe Caio Júnio Bubulco Bruto como seu mestre da cavalaria, também pela segunda vez. É o terceiro ano ditatorial em Roma, no qual não se elegeram cônsules.
- Continua a Segunda Guerra Samnita.
- Areu I foi feito rei de Esparta, m. 265 a.C..

## Mortes
- Cleômenes II rei de Esparta desde 370 a.C., pertenceu à Dinastia Ágida.
- Alexandre IV e Roxana da Báctria (ambos morreram envenenados)